# Шифрін Юхим Залманович
Юхи́м (справжнє iм'я – Нахім) Залма́нович Шифрі́н, рос. Ефим (Нахим) Залманович Шифрин; 1956, Нексікан, Магаданська область, Російська РФСР) — радянський та російський актор єврейського походження. Фігурант бази даних центру «Миротворець» як особа, яка незаконно відвідувала окупований Росією Крим.

## Біографія
У 1973—1974 роках навчався на філологічному факультеті Латвійського університету, а з 1974 по 1978 рік — на естрадному відділенні ДУЦЕМ (Державне Училище Циркового та Естрадного Мистецтва), на курсі Романа Віктюка. У нього з 1977 року почав грати в театральній студії МДУ. Серед театральних робіт Юхима того часу — постанови «До побачення, хлопці!», «Ніч після випуску», «Качине полювання». У 1979 році Юхим став лауреатом 1-го Московського конкурсу артистів естради, у 1983 році — лауреатом 7-го Загальносоюзного конкурсу артистів естради. Першу сольну виставу «Я хотів би сказати» — здебільшого, за творами Віктора Коклюшкіна — Шифрін зіграв у 1985 році. Тексти В. Коклюшкіна легли також у підґрунтя вистав «Три питання» та «Круглий місяць».
У 1990 році заснував «Шифрін-Театр», яким керує донині. У 1992 році артистові було вручено премію «Золотий Остап». У репертуарі артиста багато вокальних творів, серед них романси Дмитра Шостаковича на слова Саши Чорного, пісні [Архівовано 14 липня 2007 у Wayback Machine.] — «Єрусалим» Марка Мінкова, «Музика у мені» Міхаїла Кочеткова, «Південна ніч» Олександра Клевицького та інші.
У театрі зіграв у виставах: «Я тебе більш не знаю, милий» [Архівовано 29 жовтня 2007 у Wayback Machine.], «Кохання із дурнем» [Архівовано 29 жовтня 2007 у Wayback Machine.], «Путани» [Архівовано 29 жовтня 2007 у Wayback Machine.], «Коза, чи Хто така Сильвія» [Архівовано 1 травня 2008 у Wayback Machine.] (режисер Роман Віктюк), «Чутки» [Архівовано 29 жовтня 2007 у Wayback Machine.] (режисер Вадим Дубровицький). У 2006 році в Театріумі на Серпухівці відбулася прем'єра вистави «Дракон» [Архівовано 29 жовтня 2007 у Wayback Machine.] за п'єсою Євгена Шварца (режисер Володимир Мірзоєв), де Шифрін зіграв роль Бургомістра.
У 2008 році відбулося одразу дві театральні прем'єри: в ролі Ерве Монтеня у виставі «Скандал! Публіці дивитись заборонено!» [Архівовано 13 квітня 2008 у Wayback Machine.] за п'єсою Жана Марсана (режисер Валерій Саркисов), і в ролі Гарі Ессендайна у виставі «Квітка що сміється» [Архівовано 27 серпня 2011 у Wayback Machine.] за п'єсою Ноела Кауарда в постановці Михайла Козакова.
Знімався у фільмах «Болотна-стріт», «Герой нашого племені». У мюзиклі «Янгол з недопалком», що був поставлений Євгеном Гінзбургом, виконав 13 пісень (музика Олександра Клевицького, вірші Юрія Ряшенцева) і 20 ролей у фільмі.
У 2007 році відбулася прем'єра фільму Андрія Кончаловського «Глянець» [Архівовано 8 липня 2007 у Wayback Machine.], де Шифрін зіграв роль Марка Шифера. Окрім того, актор знімався у кіножурналі «Ералаш» [Архівовано 1 травня 2008 у Wayback Machine.].
Впродовж кількох років, у березні, в ДЦКЗ «Росія» проводив бенефіси за участю зірок російської естради: «Шифріноєв ковчег», «WWW.SHIFRIN.RU», «Опус N 10» [Архівовано 27 серпня 2011 у Wayback Machine.], «Сходи» [Архівовано 27 серпня 2011 у Wayback Machine.], «Перепис населення» [Архівовано 27 серпня 2011 у Wayback Machine.], «Люди у масках» [Архівовано 27 серпня 2011 у Wayback Machine.]. А у 2006 році відбувся Ювілейний Бенефіс — «Кабаре. Перезавантаження» [Архівовано 1 травня 2008 у Wayback Machine.].
Є автором книг — «Театр на моє ім'я» [Архівовано 5 липня 2007 у Wayback Machine.] (у співавторстві із Г. Віреном) та «Особова справа Юхима Шифріна» [Архівовано 14 квітня 2008 у Wayback Machine.].
У 2000 році отримав премію міжнародної мережі клубів World Class «Містер Фітнес», а у 2006 році Шифріна нагороджено Дипломом Комітету фізкультури та спорту, Федерації бодібілдінгу та фітнесу Уряду Москви за пропаганду спорту и здорового образу життя. Серед інших нагород Юхима Шифріна — Кубок Райкіна (2001 рік), а також друга премія та Кубок Нікуліна за участь у телевізійному шоу Першого каналу «Цирк із зірками» [Архівовано 16 квітня 2008 у Wayback Machine.].

## Громадянська позиція
Фігурант бази даних центру «Миротворець» як особа, яка незаконно відвідувала окупований Росією Крим, свідомо порушуючи державний кордон України.